# Heteroconger lentiginosus
Heteroconger lentiginosus är en fiskart som beskrevs av Böhlke och Randall, 1981. Heteroconger lentiginosus ingår i släktet Heteroconger och familjen havsålar. Inga underarter finns listade i Catalogue of Life.